# Carl von Siemens (Autor)

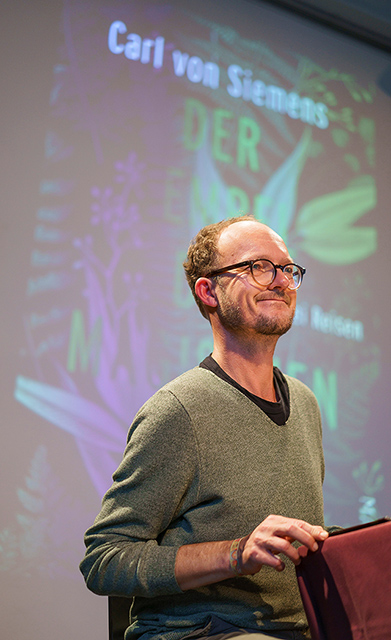
Carl von Siemens (2018)

Carl Peter von Siemens (* 26. Mai 1967 in Erlangen) ist ein deutscher Schriftsteller und Journalist.

## Leben
Carl von Siemens ist Nachfahre des deutschen Erfinders und Industriellen Werner von Siemens. Er ist ein Sohn des deutschen Industriemanagers Peter C. von Siemens und Bettina Schicht. Mit seinen Eltern lebte er in Mexiko-Stadt und Istanbul, bevor die Familie nach München umzog. Er besuchte dort das Wilhelmsgymnasium. Von Siemens machte sein Abitur in der Schweiz, studierte PPE an der Universität von Oxford, der London School of Economics (LSE) und promovierte 1996 an der Ludwig-Maximilians-Universität München.
Seit 1995 publiziert er in Zeitschriften, Zeitungen und Verlagen. Von Siemens schrieb für deutsche Publikationen wie Lettre International, Das Magazin (Schweiz), die deutsche Ausgabe von Rolling Stone, Der Freund, Die Welt und Die Zeit. Er verfasst Reiseberichte und bringt seine Werke mit den Genres der Autofiktion, des narrativen Journalismus und des Essays in Verbindung.
2015 kritisierte Carl von Siemens in einem Artikel den Bau des Wasserkraftwerks Belo Monte in Brasilien, an dem die Siemens AG beteiligt war, und schlug sich auf die Seite der Ureinwohner. In der Sendung Streetphilosophy mit Ronja von Rönne sah er darin keinen Widerspruch zu seiner Rolle als Aktionär. In Fragen der Zukunftsgestaltung fordert er eine Abkehr vom anthropozentrischen Denken.

## Werke
- Im Schatten des Tigers, in: Mesopotamia. Ernste Geschichten am Ende des Jahrtausends, Hrsg. Von Christian Kracht, DVA, Stuttgart 1999, ISBN 3-421-05191-7.
- Kleine Herren. Ein Deutscher in Oxford, S. Fischer Verlag GmbH, Frankfurt am Main 2010, ISBN 978-3-502-15159-3.
- Der Tempel der magischen Tiere. Drei Reisen, Piper Verlag GmbH, München 2018, ISBN 978-3-89029-491-9.